# Minishogi

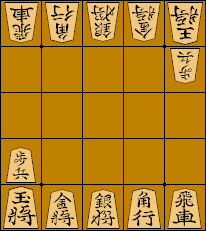
Colocación inicial de las piezas en minishōgi

El minishogi (5五将棋 gogo shōgi "shōgi 5×5") es una variante moderna del shogi (ajedrez japonés). El juego fue inventado (o redescubierto) alrededor de 1970 por Shigenobu Kusumoto de Osaka, Japón. Las reglas son casi idénticas a las del shōgi estándar, con la excepción de que se juega en un tablero de cinco filas por cinco columnas y un número menor de piezas, y la zona de promoción de cada jugador consiste en solo la fila más alejada del jugador.

## Objetivo
Como en el shōgi estándar, el objetivo de cada jugador es dar jaque mate al rey del oponente.

## Equipamiento de juego
Dos jugadores juegan en un tablero dividido en una cuadrícula de cinco filas por cinco columnas. Los cuadrados no son diferentes unos a otros por marcas o colores.
Cada jugador empieza con un 6 piezas en forma de pentágono irregular; estas son:
- 1 rey
- 1 torre
- 1 alfil
- 1 general de oro
- 1 general de plata
- 1 peón

Sus movimientos son idénticos a los de sus homónimos en el shōgi estándar. 

## Colocación de las piezas
Cada jugador coloca sus piezas en las posiciones que se muestran a continuación, apuntando hacia el oponente.En la fila más cercana al jugador: 
- El rey se coloca en la columna más a la izquierda;
- El general de oro se coloca junto al rey;
- El general de plata se coloca junto al general de oro;
- El alfil se coloca junto al general de plata;
- La torre se coloca en la fila más a la derecha, junto al alfil.

Es decir, la configuración de la primera fila es la siguiente: |R|O|P|A|T| .
En la segunda fila, cada jugador coloca el peón en la misma columna que el rey (es decir, directamente delante del rey).

## Promoción
Al igual que en el shōgi estándar, una pieza puede (pero no está obligada a) ser promocionada cuando se mueve hacia, dentro, o desde la de la zona de promoción. La zona solo se encuentra dentro de la fila más alejada del jugador (a diferencia del juego estándar, donde se encuentra dentro de las últimas tres filas). Todas las piezas se promocionan de la misma forma que sus homónimas en el shōgi estándar (y, del mismo modo, los reyes y los generales de oro no se promocionan en absoluto). Los peones deben ser promovidos una vez que alcanzan zona de promoción al ser la última fila (ya que de lo contrario no tendrían ningún movimiento legal).

## Soltadas
Las reglas para soltar piezas son idénticas a las del shōgi estándar: todas las piezas soltadas deben comenzar sin ser promovidas (incluso si han sido capturadas como piezas promovidas y/o son soltadas en la fila más lejana); un peón no puede caer en la fila más lejana, o en una casilla que resulte en un jaque mate inmediato; si algún jugador posee ambos peones, es imposible que los tenga en la misma fila ya que los peones no se mueven en diagonal como sí lo hacen en el ajedrez, y también es imposible porque no puedes soltar un peón en una fila en la que ya hay un peón tuyo.

## Repetición
Si la misma posición (con el mismo lado a mover y las mismas piezas en la mano) ocurre por cuarta vez, el juego termina y el resultado final es una pérdida para el jugador que hizo el primer movimiento en el juego (esto es diferente del shōgi regular, donde tal escenario resultaría en un empate). La única excepción a esta regla es cuando un jugador da jaque perpetuamente al oponente; en ese caso, el lado que hace el jaque pierde el juego. Según el creador del minishōgi, la regla original es que si se produce una repetición durante la secuencia de movimientos que incluyen jaques, no necesariamente consecutivos, el bando atacante debe cambiar su movimiento.
Debido al pequeño tamaño del tablero, la torre y el alfil pierden una cantidad significativa de su poder en el tablero, en comparación con los generales de oro y plata. Debido a la capacidad reducida de cada jugador para lograr la seguridad del rey, las amenazas de jaque mate están siempre presentes, y tener piezas a mano introduce muchas amenazas de jaque mate que disminuyen la movilidad del oponente. Esto debe equilibrarse con la defensa del propio rey mediante piezas amigas en el tablero.
Como en muchas variantes del ajedrez, una estrategia común es desarrollar las piezas menos poderosas (es decir, los generales de oro y plata) antes que las piezas más poderosas (es decir, las torres y los alfiles).

## Juego con hándicap
Los hándicaps tradicionales de torre, alfil y dos piezas del shōgi se pueden aplicar a este juego. Además, existen hándicaps de 3 piezas, de 4 piezas e incluso de rey desnudo. En una partida con hándicap de rey desnudo, las negras teóricamente pueden forzar un mate en 8 turnos.[cita requerida]
El minishōgi es popular entre los investigadores de IA y existen numerosos programas potentes que lo practican. Gracias a su tamaño más pequeño que el común, ofrece un juego mucho más competitivo que en un tablero de tamaño estándar. Anualmente se organizan varios torneos en los que estos programas pueden competir entre sí, a menudo relacionados con congresos científicos. El más prestigioso de estos torneos es la Copa UEC, organizada por la Universidad de Electro-Comunicación de Tokio. Otros eventos similares son la TAAI (Taiwán) y la Olimpiada de Informática de la ICGA.
El minishōgi puede usar los mismos protocolos estándar que el shōgi convencional para la comunicación entre las interfaces gráficas (que muestran un tablero de shōgi) y los módulos de inteligencia artificial («motores»), como USI (Interfaz Universal de Shōgi) o el protocolo XBoard. Existen varios motores de minishōgi gratuitos y potentes que pueden usarse con la interfaz WinBoard y que son compatibles con ambos protocolos, USI y XBoard .